# Big Sky (série de televisão)
Big Sky é uma série de televisão de drama policial americana criada por David E. Kelley e baseada no romance de 2013 The Highway de C. J. Box. A série estreou na ABC como uma entrada de outono na temporada de televisão de 2020–21 em 17 de novembro de 2020.

## Premissa
Os detetives particulares Cassie Dewell e Cody Hoyt unem forças com Jenny Hoyt, sua ex-policial, para procurar duas irmãs que foram sequestradas por um motorista de caminhão em uma estrada remota em Montana. Mas quando eles descobrem que estas não são as únicas meninas que desapareceram na área, eles devem correr contra o relógio para parar o assassino antes que outra mulher seja levada.

## Elenco

### Regular
- Katheryn Winnick como Jenny Hoyt
- Kylie Bunbury como Cassie Dewell
- Brian Geraghty como Ronald Pergman
- Valerie Mahaffey como Helen Pergman
- Dedee Pfeiffer como Denise Brisbane
- Natalie Alyn Lind como Danielle Sullivan
- Jesse James Keitel como Jerrie Kennedy
- Jade Pettyjohn como Grace Sullivan
- John Carroll Lynch como Rick Legarski
- Ryan Phillippe como Cody Hoyt
- Ted Levine como Horst Kleinsasser

### Recorrente
- Brooke Smith como Merrilee Legarski
- Gage Marsh como Justin Hoyt
- Jeffery Joseph como Joseph Dewell
- Gabriel Jacob-Cross como Kai Dewell
- Patrick Gallagher acini Xerife Walter Tubb
- Camille Sullivan como Joanie Sullivan
- Chad Willett como Robert Sullivan
- Sharon Taylor como Commander Elena Sosa
- Anja Savcic como Scarlet Leyendecker
- Michael Raymond-James como Blake Kleinsasser
- Zoë Noelle Baker como Phoebe Leyendecker
- Britt Robertson como Cheyenne Kleinsasser
- Kyle Schmid como John Wayne Kleinsasser
- Ryan Dorsey como Rand Kleinsasser
- Michelle Forbes como Margaret Kleinsasser

### Participação
- Omar Metwally como Deputy US Marshal Frank Lindor

## Episódios

### 1.ª temporada (2020–2021)
| N.º na série | N.º na temp. | Título                              | Dirigido por          | Escrito por                          | Exibição original       | Audiência nos Estados Unidos (milhões) |
| ------------ | ------------ | ----------------------------------- | --------------------- | ------------------------------------ | ----------------------- | -------------------------------------- |
| 1            | 1            | "Pilot"                             | Paul McGuigan         | David E. Kelley                      | 17 de novembro de 2020  | 4,15                                   |
| 2            | 2            | "Nowhere to Run"                    | Paul McGuigan         | David E. Kelley                      | 24 de novembro de 2020  | 4,46                                   |
| 3            | 3            | "The Big Rick"                      | Gwyneth Horder-Payton | David E. Kelley & Jonathan Shapiro   | 1 de dezembro de 2020   | 4,13                                   |
| 4            | 4            | "Unfinished Business"               | Gwyneth Horder-Payton | Annakate Chappell & Matthew Tinker   | 8 de dezembro de 2020   | 3,51                                   |
| 5            | 5            | "A Good Day to Die"                 | Jennifer Lynch        | Jonathan Shapiro                     | 15 de dezembro de 2020  | 3,96                                   |
| 6            | 6            | The Wolves Are Always Out for Blood | Mark Tonderai         | Maria Sten                           | 26 de janeiro de 2021   | 3,84                                   |
| 7            | 7            | "I Fall to Pieces"                  | Jennifer Lynch        | Annakate Chappell & Matthew Tinker   | 2 de fevereiro de 2021  | 3,66                                   |
| 8            | 8            | "The End is Nea"                    | Hanelle Culpepper     | Morenike Balogun                     | 9 de fevereiro de 2021  | 3,65                                   |
| 9            | 9            | "Let It Be Him"                     | Michael Goi           | Jonathan Shapiro                     | 16 de fevereiro de 2021 | 4,14                                   |
| 10           | 10           | "Catastrophic Thinking"             | Gwyneth Horder-Payton | Annakate Chappell & Matthew Tinker   | 13 de abril de 2021     | 3,43                                   |
| 11           | 11           | "All Kinds of Snakes"               | Gwyneth Horder-Payton | Elwood Reid & Maria Sten             | 13 de abril de 2021     | 3,43                                   |
| 12           | 12           | "No Better Than Dogs"               | Oliver Bokelberg      | Elwood Reid & Brian McCauley Johnson | 20 de abril de 2021     | ASD                                    |
| 16           | 16           | "No Better Than Dogs"               | Oliver Bokelberg      | Elwood Reid & Brian McCauley Johnson | 20 de abril de 2021     | ASD                                    |

## Produção

### Desenvolvimento
A série, desenvolvida por David E. Kelley, foi anunciada em janeiro de 2020, quando a ABC deu um pedido direto para a série. A série é produzida por David E. Kelley Productions,  A+E Studios e 20th Television. Kelley e Ross Fineman servirão como produtores executivos, juntamente com C. J. Box, Matthew Gross e Paul McGuigan. Em 17 de junho de 2020, foi anunciado que a série iria ao ar às terças-feiras às 10h/9h. Em 17 de setembro, foi anunciado que a série iria estrear em 17 de novembro. Em 7 de dezembro de 2020, a ABC deu à série um pedido de seis episódios, fazendo com que o número total de episódios encomendados fossem 16.

### Seleção de elenco
John Carroll Lynch, Dedee Pfeiffer, Ryan Phillippe e Katheryn Winnick foram as primeiras adições ao elenco anunciadas em fevereiro de 2020. Em março de 2020, Brian Geraghty, Kylie Bunbury, Natalie Alyn Lind e Jesse James Keitel foram anunciados, com Bunbury no papel principal. Em 24 de junho de 2020, foi anunciado que Jade Pettyjohn se juntou ao elenco como uma das protagonistas. Em 6 de agosto de 2020, Valerie Mahaffey se juntou ao elenco principal. Em 8 de outubro de 2020, Brooke Smith, Jeffery Joseph, Gage Marsh e Gabriel Jacob-Cross foram escalados para papéis recorrentes. Em dezembro de 2020, Camille Sullivan, Chad Willett, Patrick Gallagher e Sharon Taylor juntaram-se ao elenco em papéis recorrentes. Em janeiro de 2021, Ted Levine foi escalado no elenco principal da série, enquanto Kyle Schmid, Michelle Forbes, Britt Robertson, Michael Raymond-James, Ryan Dorsey e Omar Metwally foram escalados em papéis recorrentes. Em 12 de abril de 2021, Carlos Gómez, Anja Savcic e Zoë Noelle Baker se juntaram ao elenco em papéis recorrentes.

### Filmagens
As gravações da primeira temporada da série começaram em 27 de agosto de 2020 e estão programadas para terminar em 23 de abril de 2021, em Pitt Meadows, Colúmbia Britânica.

## Lançamento

### Marketing
Em 9 de setembro de 2020, a ABC lançou o primeiro teaser da série.

### Transmissão
A série estreou em 17 de novembro de 2020 na ABC. Big Sky estreou no Canadá pela CTV, simultaneamente com a ABC nos Estados Unidos. Na Índia, a série é transmitida pelo Disney+ Hotstar, dentro de 12 horas de sua transmissão nos Estados Unidos. Internacionalmente, o programa estará disponível exclusivamente na Star, o centro de entretenimento geral do Disney+ a partir de 23 de fevereiro de 2021 como um Star Original.

## Recepção
Para a série, o site agregador de resenhas Rotten Tomatoes relatou uma taxa de aprovação de 64% com base em 22 resenhas críticas, com uma classificação média de 6,76/10. O consenso dos críticos do site diz: "A configuração instável do Big Sky não ajuda muito, mas os telespectadores que conseguirem avançar podem achar seu mistério rápido e sinuoso atraente o suficiente." O Metacritic deu à série uma pontuação média ponderada de 58 de 100 com base em 16 análises críticas, indicando "análises mistas ou médias".